# Conseil national de la recherche scientifique et technique
Le Conseil national de la recherche scientifique et technique (en espagnol : Consejo Nacional de Investigaciones Científicas y Técnicas, sigle  CONICET ) est une agence gouvernementale argentine qui dirige et coordonne la plupart des activités de recherche scientifiques et techniques effectuées dans les universités et instituts.

## Historique
Le Conseil national de la recherche scientifique et technique a été créé le 5 février 1958 par un décret gouvernemental. Son premier directeur fut le lauréat du prix Nobel de physiologie ou médecine Bernardo Houssay.

## Fonctionnement
Le Conseil est dirigé par un directoire indépendant du gouvernement fédéral.  Il finance la recherche scientifique de trois manières. 
- Il accorde des subventions pour des travaux collectifs à des équipes de recherche composées de scientifiques reconnus de toutes les disciplines, y compris les sciences sociales et humaines.
- Il compte en propre environ 6 500 chercheurs et 2 500 techniciens employés dans différentes catégories, allant de l'investigador asistente (chercheur assistant) à l'investigador principal (chercheur principal).
- Il accorde des bourses d'études doctorales et postdoctorales à 8 500 jeunes chercheurs d'Argentine et d'autres pays.

## Classement
En 2024, le CONICET est classé première parmi les institutions de recherches gouvernementales d'Amérique latine par le classement des institutions Scimago  et troisième parmi les institutions de recherche régionales après l'Université de São Paulo et l'Université nationale autonome du Mexique.

## Anciens membres notables
- Carlos J. Gradin
- Horacio Casini